# 北黑池和克利夫利 (英國國會選區)
北黑池和克利夫利（英語：Blackpool North and Cleveleys），英國國會一自治市選區，包括英格蘭西北部蘭開夏郡的黑池北部和懷爾的克利夫利。
始於2010年。在2010年大選中保守黨的保羅·梅納德以41.8%選票勝出該區。